# Konrad Agahd
Konrad Rudolf Friedrich Agahd (* 1. März 1867 in Neumark, Kreis Greifenhagen; † 18. November 1926 in Berlin-Neukölln) war ein deutscher Schriftsteller, Pädagoge und Journalist.

## Leben
Konrad Agahd war das erste von acht Kindern des Hauptlehrers Hermann Agahd (* 1828) und seiner Frau Christine (* 1826, geborene Stänicke).
Das Thema, mit dem sich Agahd unentwegt wissenschaftlich beschäftigte, war die Schädigung der Erziehung durch die den Kindern abverlangte Arbeit. Seine erste wichtige Studie zur gewerblichen Kinderarbeit von 3287 Rixdorfer Kindern erschien 1894. In dieser Zeit (1890–1913) war er Lehrer in Rixdorf (heute Berlin-Neukölln). Agahd studierte die Kinderarbeit in Deutschland, Schweden, Norwegen, Oberitalien und in Österreich.
Seine Ergebnisse veröffentlichte er in zahlreichen Aufsätzen, Broschüren, Fachbüchern und Gesetzeskommentaren und trug sie auf Kongressen und in unzähligen Artikeln für die verschiedensten Zeitschriften vor. So verlangte er 1902 auf der Versammlung des Deutschen Lehrervereins zusätzlich zu den bereits 1898 beschlossenen Maßnahmen: Verbot jeder Sonntagsarbeit bzw. Beachtung der Sonntagsruhe, Verbot jeder Beschäftigung in gesundheitsgefährdenden Betrieben, Ausdehnung des Kinderschutzes auf gewerbliche Arbeit im Haus, Mitwirkung der Lehrerschaft bei Durchführung und Kontrolle der geforderten staatlichen Maßnahmen.
Agahd heiratete 1891 Anna Luise Emma Meyer. Das Paar hatte zwei Töchter, die am 26. Februar 1892 in der Wohnung in Rixdorf, Bergstraße 38 geborene Martha Luise Christine Agahd und die am 20. März 1893 in der Wohnung in Rixdorf, Richardplatz 11 geborene Margarete Luise Agahd.
Seiner engagierten Fürsorge verdanken die gewerblich arbeitenden Kinder das Kinderschutzgesetz von 1903, das Mindestalter und Arbeitszeit festlegte. Heimarbeit, Hüte-, Erntearbeit oder Mithilfe und Nebenerwerbstätigkeiten wurden wegen des hartnäckigen Widerstandes der ostelbischen Grundbesitzer allerdings nicht erfasst.
Agahd war innerhalb der deutschen Lehrerschaft neben dem Hamburger Oberlehrer Johannes Halben der wichtigste Kämpfer gegen die Kinderarbeit. Sein Bericht löste heftige Reaktionen aus. Nach dem Wunsch mancher seiner Gegner hätte er deshalb in die polnischen Gebiete des Deutschen Reiches strafversetzt werden sollen. Agahd war Vorstandsmitglied des deutschen Lehrervereins und der Gesellschaft für soziale Reform. Aufgrund einer Ohrenkrankheit musste er 46-jährig in den Ruhestand treten. Von diesem Zeitpunkt an arbeitete er nur noch als Schriftsteller, besonders gern als Briefonkel in Kinder- und Jugendzeitschriften (Hänsel und Gretel; Jung-Siegfried; Treuhilde) und in der Jugendpflege und Fürsorge. Sein Motto war: „Wer Schlechtes vernichten will, muss besseres an die Stelle setzen.“

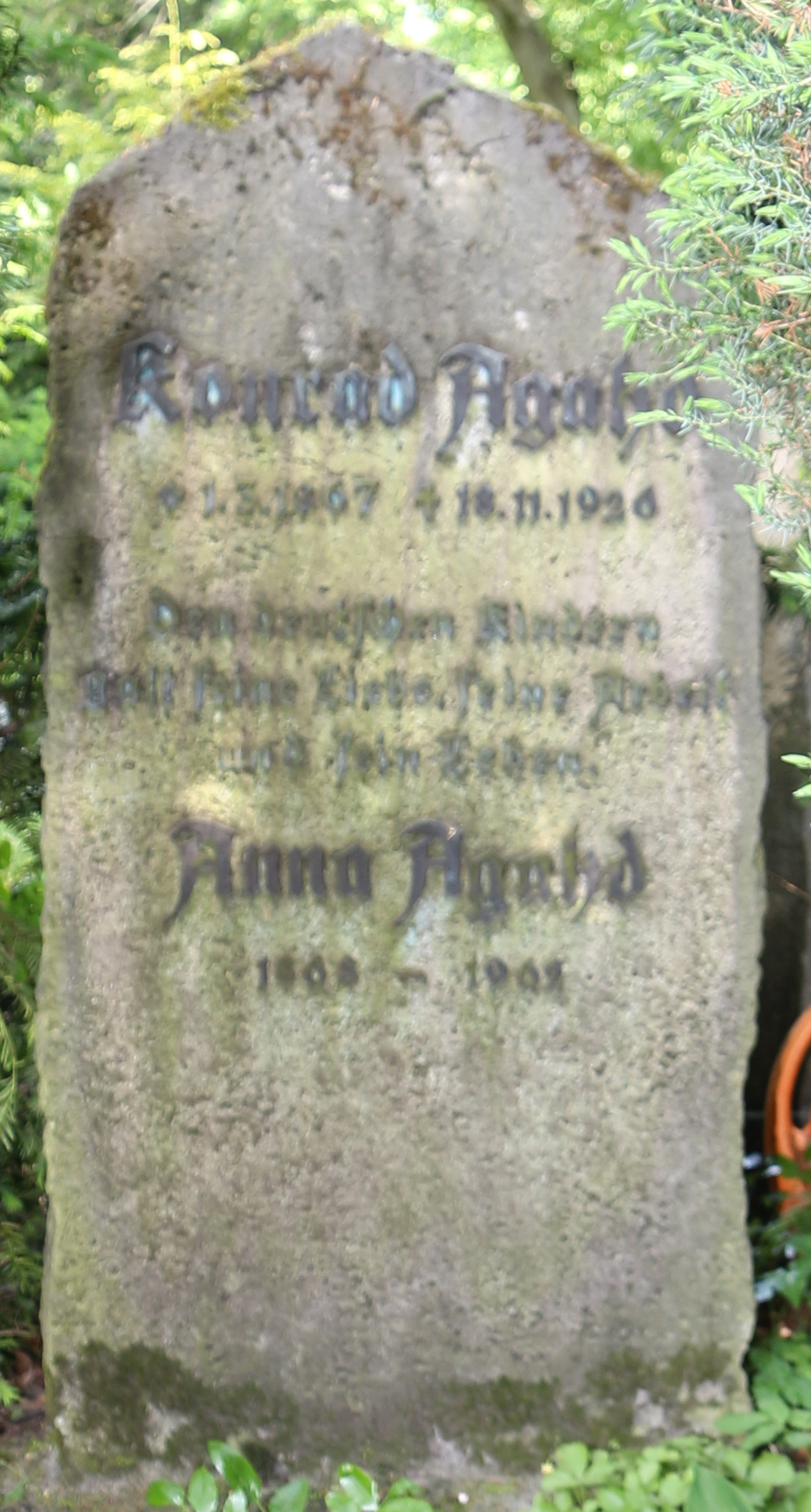
Grabstein von Konrad Agahd auf dem Friedhof Britz I in Berlin-Neukölln

1918 trat er dem Deutschen Erziehungsbeirat für verwaiste Jugend bei, dessen Generalsekretär er wurde.
Konrad Agahd starb im November 1926 im Alter von 59 Jahren in Berlin-Neukölln. Sein Grabstein auf dem Neuköllner Friedhof Britz I an der Buschkrugallee trägt die Inschrift: „Den deutschen Kindern galt seine Liebe, seine Arbeit und sein Leben“. In vielen Nachrufen wurde er als „Vater des Kinderschutzes“ und „Vater der ausgebeuteten Kinder“ geehrt.
Auf Beschluss des Berliner Senats ist die letzte Ruhestätte von Konrad Agahd (Grablage: 14a Nr. 30/31) seit 1997 als Ehrengrab des Landes Berlin gewidmet. Die Widmung wurde im Jahr 2021 um die übliche Frist von zwanzig Jahren verlängert.

## Schriften
- Kinderarbeit und Gesetz gegen die Ausnutzung kindlicher Arbeitskraft in Deutschland. Gustav Fischer Verlag, Jena 1902
- Lehrerschaft und Jugendfürsorge in Stadt und Land. Gerdes & Hödel, Berlin 1909

## Auszeichnungen
- Königlicher Hausorden von Hohenzollern[2]

## Namensgebung
Schule:
- Konrad-Agahd-Grundschule (Thomasstraße 39, Neukölln)